# Tanling Shuiku
Tanling Shuiku är en reservoar i Kina. Den ligger i provinsen Guangdong, i den södra delen av landet, omkring 210 kilometer norr om provinshuvudstaden Guangzhou. Tanling Shuiku ligger 634 meter över havet. Arean är 5,5 kvadratkilometer. I omgivningarna runt Tanling Shuiku växer i huvudsak blandskog. Den sträcker sig 2,9 kilometer i nord-sydlig riktning, och 4,4 kilometer i öst-västlig riktning.
Genomsnittlig årsnederbörd är 2 192 millimeter. Den regnigaste månaden är maj, med i genomsnitt 392 mm nederbörd, och den torraste är oktober, med 32 mm nederbörd.